# Розо (город, Миннесота)
Розо (англ. Roseau) — город в округе Розо, штат Миннесота, США. На площади 6,92 км² (6,2 км² — суша, водоёмов нет).
- Телефонный код города — 218
- Почтовый индекс — 56751
- FIPS-код города — 27-55546[1]
- GNIS-идентификатор — 0650278[2]

## Население
Согласно переписи 2016 года, в городе проживают 2754 человека. Плотность населения составляет 380 чел./км².
Здесь родился американский скульптор Норман Карлберг.